# Штаудт
Штаудт (нім. Staudt) — громада в Німеччині, розташована в землі Рейнланд-Пфальц. Входить до складу району Вестервальд. Складова частина об'єднання громад Віргес.
Площа — 2,65 км2. Населення становить 1257 ос. (станом на 31 грудня 2020).